# Pseudoderopeltis homoeogamia
Pseudoderopeltis homoeogamia är en kackerlacksart som beskrevs av Karlis Princis 1963. Pseudoderopeltis homoeogamia ingår i släktet Pseudoderopeltis och familjen storkackerlackor.
Artens utbredningsområde är Angola. Inga underarter finns listade i Catalogue of Life.